# Narodni park doline Valbona
Narodni park dolina Valbona (albansko Parku Kombëtar i Luginës së Valbonës) je narodni park v Prokletijah v severni Albaniji. Park pokriva skupno površino 80 km2, ki obsega reko Valbono in okolico z gorskim terenom, alpsko pokrajino, ledeniškimi izviri, globokimi depresijami, različnimi skalnimi formacijami, slapovi in dolino Valbone z gostimi iglavci in listavci. Zanj so značilna zelo oddaljena območja z velikim ohranjenim ekosistemom, ki je v celoti nedotaknjen. Ta ogromen neokrnjen ekosistem je osrednji del tega, kar so imenovali albanski čudež v Alpah.
Park meji na Črno goro na severu, naravni rezervat Gashi na vzhodu, regionalni naravni park Nikaj-Mërtur na jugu in narodni park Theth na zahodu. Predlaga se razširitev meja parka in združitev s parkom Theth in rezervatom Gashi. Poleg tega Albanija, Kosovo in Črna gora načrtujejo ustanovitev čezmejnega narodnega parka, ki se bo imenoval Balkanski park miru. Ta park bi zajemal dolino Valbonë, skupaj z narodnim parkom Theth, naravnim rezervatom Gashi, naravnim parkom Nikaj-Mërtur, narodnim parkom Bjeshkët e Nemuna na Kosovu in narodni parkom Prokletije v Črni gori.
Prokletije so ena najbolj impresivnih in opaznih topografskih značilnosti Albanije. Kot najjužnejše nadaljevanje Dinarskega gorovja tvori del alpidsko-himalajskega orogenega pasu, ki se razteza od Atlantskega oceana do Himalaje. Za gore so značilne apnenčaste in dolomitne kamnine in kaže glavne kraške značilnosti. Jezerski vrh (Maja Jezercë) se razprostira na zahodu parka in je najvišja gora Prokletij z nadmorsko višino 2694 m. Reka Valbona izvira iz več kraških izvirov ob jugu Maje Jezercë in vzhodno od prelaza Valbona. Je največja reka v Prokletijah in odmaka ves vzhodni del območja. V zadnjih nekaj milijonih let so ledeniki včasih pokrivali večji del parka. V obdobju Würma je ledenik Valbona dosegel skupno dolžino 9,5 kilometra. Danes sta blizu severovzhodnega roba Maje Jezercë dva zelo majhna aktivna ledenika
Odmaknjenost parka in razmeroma majhna človeška populacija v kombinaciji z velikimi razlikami v ekosistemih in podnebnih razmerah daje prednost obstoju bogate flore in favne, razporejene po celotnem kopnem. Večino parka sestavlja gozd, ki pokriva 89 % celotne površine. Rjavi medvedi, sivi volkovi, risi, srnjad, gamsi in divje koze so glavne plenilske živali v parku. Za gozdove je značilno, da prevladujejo različne drevesne vrste in sicer bukev, bor in hrast. Najpomembnejša drevesna vrsta je bila norveška smreka (Picea abies); je ena redkih regij v Albaniji, kjer lahko najdemo to vrsto.
Narodni park dolina Valbona je bil ustanovljen v skladu s Sklepom Sveta ministrov št. 102 z dne 15. januarja 1996, da bi ohranil naravne ekosisteme in pokrajine ter njihove rastlinske in biotske raznovrstnosti ter habitate.
Mednarodna zveza za ohranjanje narave (IUCN) je park uvrstila v drugo kategorije. Reka Gashi, ki teče v parku, je vključena v Unescovo svetovno dediščino v sklopu Starodavni prvobitni bukovi gozdovi Karpatov in drugih delov Evrope. Prav tako je del evropskega zelenega pasu, ki služi kot umik za ogrožene in endemične vrste. Park se je prijavil tudi za pridružitev federaciji EUROPARC. Družba Plantlife je park, pa tudi Prokletije, prepoznala kot pomembno rastlinsko območje mednarodnega pomena, saj podpira veliko rastlinskih vrst. Regija je del smaragdne mreže, ekološke mreže, ki jo sestavljajo območja posebnega ohranitvenega interesa, določena v skladu z Bernsko konvencijo.

## Geografija
Narodni park Dolina Valbona obsega Prokletije, najjužnejše nadaljevanje Dinarskega gorovja. Nahaja se v celoti v okrožju Kukës in leži večinoma med 42 ° in 27 ° S in dolžino 19 ° in 53 ° E. Dolina Valbona v obliki črke U se razteza med Jezerskim vrhim (Majo Jezercë), Majo e Kollatës, Majo Boshit in Majo e Hekurave. Od mosta Šošani do Fierzë dolina prehaja skozi zajetje Tropojë in hribovit relief med Bujani in Tëplani. Park meji na narodni park Prokletije na severu, naravni rezervat Gashi na vzhodu, regionalni naravni park Nikaj-Mërtur na jugu in narodni park Theth na zahodu.
Podnebje parka v Prokletijah zaznamujejo hladne zime in vroča, suha poletja, čeprav je na višjih legah tudi poleti prijetno sveže. Zaradi neposredne bližine Sredozemskega morja na zahodu je podnebje izpostavljeno tudi vplivom sredozemskega in celinskega podnebja.
Najhladnejša obdobja so od decembra do februarja, najbolj vroča pa od julija do avgusta. Minimalna temperatura parka je od -23,4 ° C do -16,1 ° C pozimi in največja temperatura med 36,4 ° C - 39–9 ° C poleti. Povprečna nadmorska višina letnih padavin se giblje med 2700 milimetri in 3000 milimetri, višje ravni pa se pojavljajo na visoki nadmorski višini. Spomladi pade vsaj 22 %, poleti 8,7 %, jeseni 32,3 % in pozimi 38 %. Na večjih nadmorskih višinah se sneženje začne oktobra ali novembra in se kopiči do marca ali aprila, ko se začne taljenje. Sneg doseže višino 1,5–5 m in traja med 60 in 160 dnevi.

### Geologija
Relief parka je gorat in močno razdrobljen, zaznamujejo ga strma pobočja, visoki grebeni in globoke rečne doline. Pobočja gora so skoraj navpična, nad reko visijo navpične skale, vrhovi v obliki stolpov, oblečenih z drevesi, s svojimi krnicami, napolnjenimi z večnim snegom. Prokletije so pomembna geografska značilnost južne in jugovzhodne Evrope, in so hkrati najvišji del Dinarskega gorovja. Nastanek je bil epizodni proces, ki ga je povzročil trk afriške in evroazijske plošče. Močno so zakrasele, kjer dež in sneg hitro pronicata v kraški sistem. Nikjer na Balkanu ledeniki niso pustili toliko dokazov o eroziji. V nasprotju z Alpami v srednji Evropi so Prokletije najbolj ledeniško preoblikovane v Evropi, ki se nahajajo južno od skandinavskega ledenega pokrova.
Geološke formacije so sestavljene iz apnenčastih kamnin, apnenca - kremena, glinenih skrilavcev in konglomerata.  Siva gozdna tla se nahajajo na apnenčastih kamninah. Kmetijska zemljišča so rjava gozdna tla in tla groskih travnikov. Siva gozdna tla so med 500 in 1200 metri višine. Njihova geološka zgradba je raznolika, z najstarejšimi formacijami, tistimi paleozojskimi, s katerimi so povezane kremenčeve mineralne lastnosti v dolini reke. Apnenci, ki prihajajo iz mezozoika, so širše razširjeni in služijo kot osnova boksita. Tvorijo glavna rebra v gorah. Mešani z dolomitom in po vzoru krasa tvorijo v zelo razbit relief. Netopni flišni nanosi so tvorili zelo surov teren. V regiji prevladujejo karbonatne kamnine in le v vaseh Valbona in Dragobija se pojavi jedro skrilavca.

### Hidrologija
Za regijo je značilno zelo razvito hidrografsko omrežje, ki ga predstavljajo porečja Skadrskega jezera in rek Drim, Buna, Shala in Valbona. Park leži ob toku Valbone, najdaljše reke v Prokletijah, s 50,6 km. Reka izvira na južnih pobočjih Maje Jezercë na vzhodnem delu prelaza Valbona in teče, dokler ne doseže vasi Valbona. Na koncu se reka, ki je do takrat tekla skozi ozko U dolino, zlije v Drim blizu zbiralnika Fierza, ki je nastal kot rezultat gradnje hidroelektrarne Fierza leta 1978.
Reka Valbona je pritok reke Drim, ki se izliva v Jadransko morje. V kanjonu Šošan se reka Valbona močno zoži in ustvari podobo skal, ki so rezane kot z nožem. Voda je čista, svetla in zelo prozorna do globine 1 m. Zaradi pogostih padavin reka ni plovna.
Jezero Xhemas je naravna podlaga, ki se oskrbuje z vodo, ki se v notranjosti baze dviga iz globine in pozimi doseže do 3 m globine. Ima površino približno 500 m². Jezero ima nadmorsko višino 770 m. V bližini je glavna cesta, ki vodi od Dragobije do Valbone. Jezero Xhemas ima zelo hladno čisto vodo, razgibane apnenčaste pečine in je obdano z bukvami.
Kmalu za izvirom reka Valbona trči v skale, nastane 50 metrov visok slap, približno za 5 km izgine pri Rrogami v peščeno podlago in nato spet priteče v vasi Valbona.
Izvir Šošani je eden največjih vodnih izvirov na Balkanskem polotoku. Nahaja se na vstopu v dolino Valbonë in ga nenehno obiskujejo ljubitelji gorske narave. Izvir zagotavlja pitno vodo za celotno okrožje Tropoja, količina vode pa je enaka polovici reke Valbone.

### Biologija
Čeprav je park površinsko majhen, na njegovem območju uspeva na stotine ogroženih in endemičnih živalskih in rastlinskih vrst. Raven vegetacije v Prokletijah ustreza montanskemu ekosistemu, od gorskih dolin preko različnih stopenj do brezgozdnih alpskih in subalpskih travnikov in tundre, ki jo povzroča permafrost v ogromnih meliščih s surovimi tlemi.
Glede na fitogeografijo park sodi v mešane gozdove Dinarskega gorovja, kopensko ekoregijo palearktičnega zmerno širokolistnega in mešanega gozda. Gozdovi parka so mešanica listavcev in iglavcev, ki rastejo na apnencu in dolomitu in so najbolj tipična značilnost pokrajine v parku in so glavni vir tako glede svojih ekoloških funkcij kot tudi glede lepote, ki jo dajejo pokrajini.
Bor je ena najpogostejših vrst dreves v parku. Območje, posejano z različnimi vrstami bora, kot je črni bor, balkanski bor (Pinus peuce), munika (Pinus heldreichii) in rdeči bor. Za območje vasi Valbona je značilna prevlada različnih vrst bukev, kot je bukev Fagus sylvatica. Vendar pa park velja za edino območje v državi, kjer lahko najdemo veliko število gozdnih formacij z norveško smreko. V zgornjem delu doline se nahaja bujni mešani gozd, ki je predstavljen z mešanico bele jelke, bukve, norveške smreke in rdečega bora.
Bregovi reke Valbone so pokriti predvsem s sivo jelšo, vrbo Salix eleagnos in kozjo vrbo. Poleg tega park vsebuje barja, ki se nahajajo v mokrem nižinskem okolju, kjer najdemo različne vrste nartecijum, carex in šotni mah (sfagnum). V strmih pobočjih in grapah doline Valbona živijo skupnosti velikolistne lipe (Tilia platyphyllos), beli javor, veliki jesen in gorski brest, ki rastejo večinoma na hladnih in vlažnih lokacijah.
Zaradi temperaturnih in podnebnih razlik med različnimi območji in višinami je za park značilna izjemno bogata in raznolika favna. Park predstavlja eno najpomembnejših državnih bio centrov prosto živečih živali v državi. Širše kopensko območje je eno zadnjih območij v Evropi, na katerem lahko najdemo veliko število rjavih medvedov in sivih volkov. Park je potencialni življenjski prostor ogroženega risa. Ena izmed posebnih znamenitosti parka je obstoj redkih gamsov, ki jih najdemo na višjih legah daleč od človekove dejavnosti. Med najpomembnejšimi divjimi živalmi, ki naseljujejo dolino Valbona, so srne in divje svinje. Prav tako je lahko prisoten divji petelin in planinski orel.
Izviri vode, potoki in ledeniška jezera so osnova življenja vodnih žuželk, dvoživk in ribe. Vrste rib so zastopane z vrstami, kot so soška postrv in potočna postrv. Omejeno število vrst določajo prevladujoča vodna telesa, vključno z ledeniškimi jezeri, potoki in zgornjimi rečnimi tokovi, v katerih živijo ribje vrste.
Zaradi strateškega položaja in mozaične razporeditve različnih tipov habitatov je park precej bogat s ptičjimi rodovi. Skupno število ptičjih vrst je 145. Pomembne ptice roparice z visoko ohranitveno vrednostjo so planinski orel, mali orel, egiptovski jastreb, skobec, kragulj, južni sokol, sokol plenilec, sokol selec in sršenar. V parku gostuje sedem vrst in populacij sov, kot so pegasta sova, otus, bubo, čuk, lesna sova, mala uharica in močvirska uharica. Druge družine ptic, ki naseljujejo park so planinski hudournik (Achymarptis melba), planinska pevka (Prunella collaris), kormoran, siva čaplja, kotorns, komatni deževnik (Charadrius hiaticula), duplar, kukavica in rumeni kobilar (Oriolus oriolus).

## Demografija
Dolina Valbona je bila naseljena že v antiki. Vasi, kjer je prebivalstvo skoncentrirano, so: Rrogam, Valbona, Dragobi in Çerem s 852 prebivalci, in so v podaljških doline. Po 1990-ih se je stanje začelo spreminjati. Zaradi neugodnih gospodarskih razmer se je večina prebivalstva odselila. V dolini živijo ljudje Krasniqi in Gashi. Del prebivalstva, ki je zapustil vasi, je naseljen v nižjih vaseh občine Margegajm. Kljub nedavnim spremembam v demografski strukturi se prebivalstvo še vedno razlikuje po svoji vitalnosti. To vpliva na njihovo sposobnost, da so dejavni v turističnem sektorju. Le v letih 1995–2002 se je v vaseh, kot sta  Çerem in Rragam, zmanjšalo število prebivalcev za 63 % oziroma 57 %. Leta 2008 je bilo v teh vaseh 920 oseb, zdaj pa jih je 817. Ustavitev pojava ljudi, ki zapuščajo svoje vasi je pomembno, da se zmanjša nevarnost, da se vasi spremenijo v sezonske.
Vsi ti dejavniki ustvarjajo ugodnejše pogoje za sobivanje in socialno-ekonomski razvoj, vključno z narodnim parkom Valbona. Čist zrak, visoki in značilni gorski vrhovi, jezera, številni vodni viri, gozdovi, gore, rastlinstvo in živalstvo zagotavljajo pogoje za donosen eko turizem.

### Običaji
V družinskem in družabnem življenju obstajajo ljudski festivali z različnimi oblikami zabave. Duhovno bogastvo se kaže v besedni in glasbeni folklori, zlasti v legendarnem epu.
Med tradicionalnimi prazniki tega območja so sveti Jurij (Shën Gjergji), ki se 6. maja praznuje kot 'poletni dan', sveti Nikolaj (Shënkolli) pa verski praznik, ki se praznuje 5. in 26. december ali Dukagjinijev. Priljubljeni ljudski plesi na tem območju so 'Moški ples', 'Ples neveste', 'Ples mečev' in 'Ples cvetov'. Legendarne pesmi, povezane z dvostruno lutnjo, flavto, zumaro, listom, so tudi med vrednotami, ki jih je treba ceniti.

## Gospodarstvo
Dolina Valbona ponuja naravni in kulturni potencial za gospodarski razvoj območja. Obrobni položaj, vojne, sovražno podnebje, pomanjkljiva in nefunkcionalna infrastruktura so dejavniki, ki vplivajo na gospodarsko zaostalost doline. Prebivalstvo živi predvsem od kmetijstva in kmetovanja.
Ker je zavarovano območje, je gozdarstvo nemogoče razviti. Industrijo predstavlja tovarna za polnjenje vode z imenom Valbona. Turizem, ki se v zadnjem času hitro razvija, velja za sektor prihodnosti. Vendar se prebivalstvo še vedno ne more preživljati samo s turizmom.

### Kmetijstvo
Kmetijstvo je po ekonomski strukturi območja na vrhu, saj zagotavlja dohodek večini prebivalcev. Kmetijska zemljišča so na splošno redka in se nahajajo na pobočjih in v nekaterih majhnih dolinah. Uporabniki zemljišč skrbijo tako za ohranitev kot za obdelavo. Zemljišče je glede na družinsko lastnino razdrobljeno. Posebnost tega območja je, da so možnosti namakanja kmetijskih zemljišč številne in neomejene. Kmetijska zemljišča se v glavnem uporabljajo za gojenje koruze, krompirja, rži, fižola, zelenjave in krme. Kmetijski in živinorejski proizvodi so popolnoma naravni (ekološki). Hrana je na splošno sveža in domača, včasih pa jo prebivalci vasi lahko celo konzervirajo in predelajo. Njihov način kuhanja je povsem tradicionalen. Poleg kmetijstva se prebivalci ukvarjajo z rejo živine, kot so govedo, ovce, koze, konji, perutnina, čebelarstvo itd. Domačini proizvajajo izdelke, kot so meso, mleko, volna in kože.

### Turizem
Glede na koristi, ki jih lahko nudi turizem, ga je nacionalna vlada uvrstila med prednostne naloge. Čeprav temelji predvsem na naravi, turizem v Valboni zahteva potrebno infrastrukturo. Kamniti vrhovi gora, kot so Jezerski vrh, Kollata e Keqe, Pecmarra, pritegnejo pozornost obiskovalcev. Reka Valbona zaradi pogostega dežja ni plovna. Narava je bogata z ustrezno turistično ponudbo, kot sta ribolov in gorništvo. Številni potenciali doline omogočajo razvoj več vrst turizma, kot so plezalni, veslaški, podeželski, kulturni, gastronomski, medicinski in pustolovski turizem.
- Alpinizem temelji na visokogorju. Tuji turisti se v Valboni večinoma ukvarjajo s tovrstnim turizmom.
- Turno smučanje in heliskiing [25] sta začela nadomeščati urejene alpske letoviške strukture, saj infrastruktura, potrebna za tovrstni turizem, kljub prisotnosti snega približno 6 mesecev ni primerna.
- Kmečki, kulturni in gastronomski turizem temelji na življenjskem slogu, zapuščini in tradiciji domačinov, ki so jo cenili.
- Medicinski turizem temelji na zdravem podnebju, čistem zraku in vodi ter na ekološki hrani, ki jo ponuja dolina.
- Pustolovski turizem ima zaradi divje narave primerne pogoje za razvoj.

Domačini si dohodek ustvarjajo s turističnimi dejavnostmi, kot je oddajanje sob, ki jih spremlja značilno lokalno gostoljubje in tradicionalna domača kuhinja. Albanski sklad za razvoj in občina Margegaj sta na pobudo in podporo vlade Albanije zgradila turistični kompleks, ki naj bi sprejel približno 500 ljudi na površini 4200 m2. Narodni park dolina Valbona naj bi bil ena najpomembnejših oaz države. Čist zrak, visokogorski vrhovi, jezera, številni vodni viri, gozdovi, gore, rastlinstvo in živalstvo zagotavljajo pogoje za eko-turizem. 

### Hidroelektrarne
Prihodnost turizma v dolini resno ogroža gradnja hidroelektrarn na reki Valboni.
Januarja 2016 so domačini v narodnem parku dolina Valbona izvedeli za načrte za izgradnjo kar 14 hidroelektrarn vzdolž 30 km reke Valbone, od tega 8 v celoti v narodnem parku. Postopek in vsebina presoje vplivov na okolje izkazujeta netransparentno odločanje, neupoštevanje dobrega počutja lokalnih skupnosti in brezbrižnost do ekosistemov z visoko ohranitveno vrednostjo, vključno s popolnim neupoštevanjem dejstva, da se razvoj dogaja na zavarovanem območju.
Čeprav je izdajanje dovoljenj za tovrstne dejavnosti na zavarovanih območjih nezakonito, se je vlada odpovedala dovoljenju in se sklicevala na draga pravna sredstva, ki jih razvijalcem ne more plačati. Na drugi strani lokalni aktivisti organizirajo različne kampanje ozaveščanja z naslovom Ne dotikaj se moje Valbone (Mos ma prek Valbonen v albanskem jeziku), da bi pritisnili na organe, naj ustavijo gradnjo elektrarn, ki že potekajo vzdolž odseka reke Valbone.

## Galerija
- Albanski konji v parku
- Jezerski vrh
- Qender Theth
- Dolino je oblikovala reka Shalë
- V mraku
- Jezero Xhemas